# アリュアンデス
アリュアンデス（Aryandes、紀元前6世紀）は、アケメネス朝ペルシアのエジプト太守である。
アリュアンデスはペルシア王カンビュセス2世によってエジプト太守に任じられた。キュレネの王アルケシラオス3世が紀元前515年に殺されると、おそらくアルケシラオスがペルシアと同盟を結んでいたために、その母ペレティメが庇護を求めてアリュアンデスの許にやってきた。この時アリュアンデスは（ヘロドトスの推論するところでは表向きはペレティメのためであるが、本当はペルシアの勢力拡大のために）ペレティメをアマシス率いる陸軍とバドレス率いる海軍と共にアルケシラオスを殺したバルケへと向わせた。ペルシア軍はバルケを包囲して陥落させ、多くの市民を奴隷にして引き上げ、市はバットス一族（ペレティメやアルケシラオスの属する一族）に委ねた。ペルシア王がダレイオス1世に代替わりすると、アリュアンデスは独自の貨幣を作ったために反乱を企てたという罪を着せられ、処刑された。

## 註
1. 1 2  ヘロドトス, IV. 166
2. ↑  ヘロドトス, IV. 165
3. ↑  ヘロドトス, IV. 167
4. ↑  ヘロドトス, IV. 200-203